# Olivstirnvogel
Der Olivstirnvogel (Psarocolius viridis) ist ein Vogel der Familie der Stärlinge. Sein Habitat sind die Wälder des Amazonasbeckens und der Guayanas. Es ist eine weit verbreitete Art, die von der IUCN (International Union for Conservation of Nature and Natural Resources) als nicht gefährdet (Least concern) eingestuft wird. Unter den Stirnvögeln (Psaracolius) auffällig ist sein heller Schnabel mit oranger Spitze.

## Merkmale

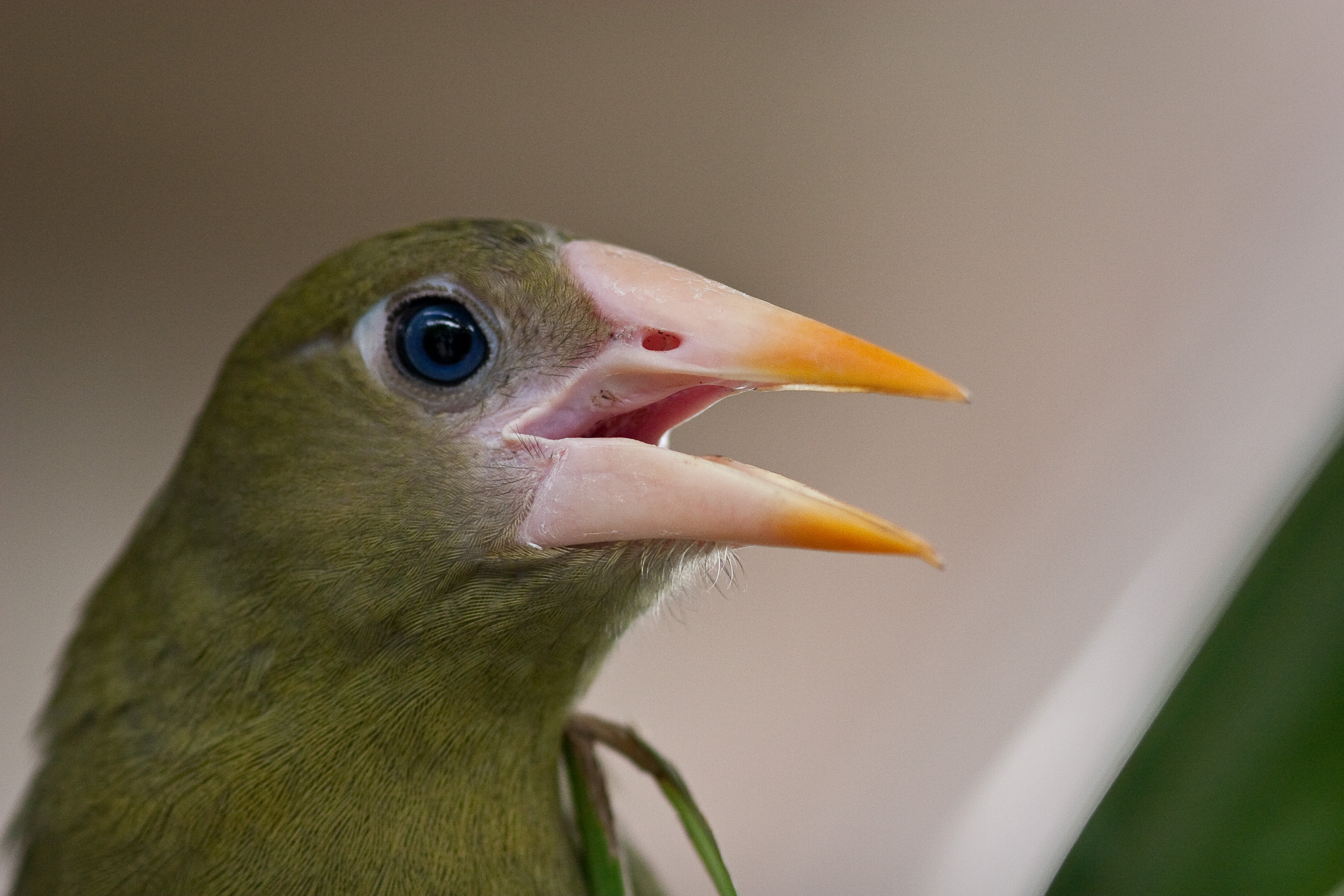
Kopfdetail im Diergaarde Blijdorp, Niederlande

Der männliche Olivstirnvogel misst ca. 43 cm und wiegt um die 400 g, die Weibchen messen ca. 37 cm und wiegen um die 200 g. Brust, Kopf und Rücken sind blass olivgrün, die Flügel graugrün und Rumpf und Unterseite kastanienfarben. Die äußeren Schwanzfedern sind gelb und die in der Mitte schwarz. Der Schnabel hat eine orange Spitze und seine Basis und das Gesicht sind gelblich. Die Iris ist hellblau und es gibt einen unauffälligen Kamm am Hinterkopf.

## Verbreitung

Verbreitungsgebiet des Olivstirnvogels

Der Olivstirnvogel lebt in den tropischen Regenwäldern Südamerikas. Sein Verbreitungsgebiet erstreckt sich über Kolumbien, Venezuela, Surinam, Guayana, Französisch-Guayana, Peru, Bolivien und Brasilien.

## Lebensweise
Der Olivstirnvogel bewegt sich durch die Kronenschicht gemeinsam mit andern Vögeln in Gruppen gemischter Arten. Olivstirnvögel sind Allesfresser und ernähren sich hauptsächlich von Früchten und Insekten. Die Früchte werden ganz gegessen, daher ist diese Art ein Samenausbreiter. Es ist eine von mehreren Arten, die Rotkehlkarakaras (Ibycter americanus) beim Wespenjagen folgen.
Der gesellige Vogel nistet in Kolonien von 5 bis 10 Paaren. Die Nester sind bis zu 1 m lang und taschenförmig und hängen von Ästen. In Brasilien wurde beobachtet, dass nur Amarant (Peltogyne spp.) zum Nisten benutzt wird, vermutlich weil der Stamm glatt und rutschig ist. Nur das Weibchen brütet und füttert die Küken.